# ガブリエル・モジャ
ガブリエル・モジャ・サンス（Gabriel Moya Sanz、1966年3月22日 - ）は、スペイン・マドリード州アルカラ・デ・エナーレス出身の元サッカー選手。現役時代のポジションはFW。元スペイン代表。

## クラブ経歴
1984-85シーズン、当時セグンダ・ディビシオンBに所属していたRSDアルカラにて、18歳でプロデビューすると、プロ1シーズン目にしてリーグ戦33試合で6得点を挙げた。2シーズン目には、得点を10得点に伸ばしたが、クラブはテルセーラ・ディビシオンへと降格した。
1986年、プリメーラ・ディビシオンのレアル・バリャドリードに引き抜かれた。1989-90シーズンにはUEFAカップウィナーズカップに初出場し、国際大会デビューを果たした。バリャドリードでは、5シーズンの在籍で145試合に出場し、22得点を挙げ、1989-90シーズン中にスペイン代表初キャップも記録した。
1991年にはアトレティコ・マドリードに移籍し、1シーズン目にコパ・デル・レイ優勝を経験するが、2シーズン目からは出場機会が減少し、同シーズン終了後にセビージャFCへと移籍した。
その後はバレンシアCFやRCDマジョルカなどを経て、2001年にRSDアルカラで現役から引退した。

## 代表経歴
1989年12月13日、スイス代表との親善試合にて、スペイン代表初出場を果たした。初得点は1991年1月16日のポルトガル代表戦であり、試合は1-1の引き分けに終わった。

## 個人成績
- キャリア通算 - 558試合102得点[3]
  - プリメーラ・ディビシオン - 373試合64得点
  - セグンダ・ディビシオン - 33試合3得点
  - セグンダ・ディビシオンB - 66試合16得点

## タイトル
アトレティコ・マドリード
- コパ・デル・レイ : 1回 (1991-92)